# Landgericht Nordhausen
Das Landgericht Nordhausen war seit 1879 ein in Nordhausen bestehendes Landgericht, das dem Oberlandesgericht Naumburg zugeordnet war.

## Geschichte
Mit der 1849 in Kraft tretenden neuen preußischen Gerichtsverfassung wurden die bisherigen Gerichte durch das Kreisgericht Nordhausen ersetzt. Mit dem Inkrafttreten der Reichsjustizgesetze am 1. Oktober 1879 erfolgte eine erneute Umstrukturierung der Gerichtsbarkeit in Amts-, Land- und Oberlandesgerichte, darunter das Landgericht Nordhausen.
Das königlich-preußische Landgericht Nordhausen wurde mit Wirkung zum 1. Oktober 1879 als eines von 16 Landgerichten im Bezirk des Oberlandesgerichtes Naumburg gebildet. Der Sitz des Gerichtes war Nordhausen. Das Landgericht war danach für die Kreise Heiligenstadt, Nordhausen, Sangerhausen und Worbis und Teile der Kreise Eckartsberga, Mühlhausen, Zellerfeld und des Mansfelder Gebirgskreises. zuständig. Ihm waren folgende Amtsgerichte zugeordnet:
| Amtsgericht                 | Sitz            | Bezirk |
| --------------------------- | --------------- | --- |
| Amtsgericht Artern          | Artern          | aus dem Kreis Eckartsberga aus dem Amtsbezirk Reinsdorf die Gemeindebezirke Brettleben und Reinsdorf und die Gutsbezirke Brettleben, Reinsdorf I, II, III und aus dem Amtsbezirk Donndorf der Gemeindebezirk und Gutsbezirk Nausitz; aus dem Kreis Sangerhausen der Stadtbezirk Artern und die Amtsbezirke Artern Gehofen und Voigtstedt                                               |
| Amtsgericht Bleicherode     | Bleicherode     | aus dem Kreis Nordhausen der Stadtbezirk Bleicherode, die Amtsbezirke Lipprechterode, Lohra, Ober- und Nieder-Gebra, Sollstedt und Trebra, aus dem Amtsbezirk Berndten der Gemeindebezirk Klein-Berndten, aus dem Amtsbezirk Haferungen der Gemeindebezirk Etzelsrode und aus dem Amtsbezirk Ober- und Mitteldorf die Gemeindebezirke Kehmstedt, Mitteldorf und Oberdorf               |
| Amtsgericht Dingelstedt     | Dingelstedt     | aus dem Kreis Heiligenstadt der Stadtbezirk Dingelstedt, die Amtsbezirke Geismar und Kreuzebra sowie aus dem Amtsbezirk Mühlhausen die Gemeindebezirke Küllstedt und Silberhausen |
| Amtsgericht Ellrich         | Ellrich         | aus dem Kreis Nordhausen die Stadtbezirke Benneckenstein, Ellrich und Sachsa, die Amtsbezirke Benneckenstein (Forstschutzbezirk), Clettenberg, Sorge und Tettenborn, aus dem Amtsbezirk Haferungen die Gemeindebezirke Pützlingen und Schiedungen, aus dem Amtsbezirk Wolfsleben die Gemeindebezirke Gudersleben, Mauderode und Wolfsleben sowie Teile des Forstgutsbezirks Königsthal |
| Amtsgericht Großbodungen    | Großbodungen    | aus dem Kreis Worbis die Amtsbezirke Bockelnhagen, Groß-Bodungen und Haynrode sowie aus dem Amtsbezirk Gerode die Gemeindebezirke Lüderode und Weißenborn und die Gutsbezirke Domäne Gerode und Revierförsterei Gerode |
| Amtsgericht Heiligenstadt   | Heiligenstadt   | Kreis Heiligenstadt ohne die Teile, die dem Amtsgericht Dingelstädt zugeordnet waren; aus dem Kreis Worbis der Amtsbezirk Beuern sowie der Amtsbezirk Teistungenburg ohne den Gemeindebezirk Teistungen und die Gutsbezirke Teistungen und Teistungenburg |
| Amtsgericht Heringen        | Heringen        | aus dem Kreis Sangerhausen der Stadtbezirk Heringen und die Amtsbezirke Görsbach, Schloss Heringen und Uthleben |
| Amtsgericht Ilfeld          | Ilfeld          | aus dem Kreis Zellerfeld das Amt Hohnstein |
| Amtsgericht Kelbra          | Kelbra          | der Stadtbezirk Kelbra, die Amtsbezirke Altendorf und Berga, der Amtsbezirk Tilleda ohne den Gemeindebezirk Bennungen und den Gutsbezirk Gräfliche Domäne Bennungen sowie den Amtsbezirk Uftrungen ohne den Gemeindebezirk Breitungen und den gräflichen Gutsbezirk Breitungen |
| Amtsgericht Nordhausen      | Nordhausen      | der Kreis Nordhausen ohne die Teile, die den Amtsgerichten Bleicherode und Ellrich zugeordnet waren |
| Amtsgericht Roßla           | Roßla           | aus dem Kreis Sangerhausen die Amtsbezirke Agnesdorf, Dietersdorf, Roßla, Schloss Roßla, Questenberg und Wickerode, aus dem Amtsbezirk Tilleda den Gemeindebezirk Bennungen und der Gutsbezirk gräfliche Domäne Bennungen sowie aus dem Amtsbezirk Uftrungen der Gemeindebezirk Breitungen und der gräfliche Gutsbezirk Breitungen                                                     |
| Amtsgericht Sangerhausen    | Sangerhausen    | der Landkreis Sangerhausen ohne die Teile, die den Amtsgerichten Artern, Heringen, Kelbra, Roßla und Stolberg (Harz) zugeordnet waren sowie aus dem Mansfelder Gebirgskreis der Amtsbezirk Morungen ohne den Teil, der dem Amtsgericht Wippra zugeordnet war |
| Amtsgericht Stolberg (Harz) | Stolberg (Harz) | aus dem Kreis Sangerhausen der Stadtbezirk Stolberg und die Amtsbezirke Breitenstein, Rottleberode, Schloss Stolberg, Alter Stolberg und Schwenda |
| Amtsgericht Worbis          | Worbis          | der Kreis Worbis ohne die Teile, die den Amtsgerichten Großbodungen und Heiligenstadt zugeordnet waren |

Der  Landgerichtsbezirk hatte 1888 zusammen 231.166 Einwohner. Bei dem Amtsgericht Heiligenstadt wurde eine Strafkammer gebildet, die für die Amtsgerichtsbezirke Heiligenstadt, Dingelstedt und Worbis zuständig war. Am Gericht waren ein Präsident, ein Direktor und sechs Richter tätig.
Nach dem Zweiten Weltkrieg bestand das Landgericht Nordhausen weiter. Da Nordhausen nun aber dem Land Thüringen zugeordnet war, verlor es seine Amtsgerichte, die in anderen Ländern lagen. Es verblieben die Amtsgerichte Bleicherode, Dingelstädt, Ellrich, Heiligenstadt, Ilfeld, Nordhausen und Worbis. Es war nun dem Thüringer Oberlandesgericht zugeordnet.
Mit der Ausführungsverordnung über die Sitze und Bezirke der Amtsgerichte im Lande Thüringen vom 16. September 1949 (Reg.Bl. I S. 55) wurde das Landgericht Nordhausen 1949 aufgehoben.